# Route européenne 45
Pour les articles homonymes, voir E45 et Route 45.
La route européenne 45 (E45) est une route du réseau européen reliant Alta dans le Finnmark à Gela sur la côte sud de la Sicile, passant par Göteborg, Aalborg, Aarhus, Hambourg, Hanovre, Nuremberg, Munich, Innsbruck, Vérone, Bologne, Florence, Rome, Naples, Messine et Catane. Cet itinéraire traverse sept pays : la Norvège, la Finlande, la Suède, le Danemark, l'Allemagne, l'Autriche et l'Italie. Le tracé se fait par ferry entre Göteborg et Frederikshavn sur le Cattégat, et entre Villa San Giovanni et Messine sur le détroit de Messine. Avec une longueur de 5 190 kilomètres, c'est la plus longue route européenne nord-sud.

## Tracé

### Norvège
En Norvège, la route E45 se confond avec :
| (Auto)route | Tracé                    | Villes traversées | Routes européennes croisées |
| ----------- | ------------------------ | ----------------- | --------------------------- |
|             | Entre Alta et Kautokeino |                   | à Alta                      |

### Finlande
En Finlande, la route E45 se confond avec :
| (Auto)route | Tracé                            | Villes traversées | Routes européennes croisées |
| ----------- | -------------------------------- | ----------------- | --------------------------- |
|             | Entre Hetta et Palojoensuu       |                   |                             |
|             | Entre Palojoensuu et Karesuvanto |                   | en commun                   |
|             | Entre Karesuvanto et Karesuando  |                   |                             |

### Suède
En Suède, la route E45 se confond avec :
| (Auto)route | Tracé                        | Villes traversées                                 | Routes européennes croisées |
| ----------- | ---------------------------- | ------------------------------------------------- | --- |
|             | Entre Karesuando et Göteborg | Gällivare, Storuman, Östersund, Mora, Trollhättan | E10 entre Svappavaara et Gällivare E12 à Storuman E14 entre Östersund et Viken E16 entre Malung et Torsby E18 à Grums E6 E20 à Göteborg |

### Danemark
Au Danemark, la route E45 se confond avec :
| (Auto)route | Tracé                          | Villes traversées                         | Routes européennes croisées |
| ----------- | ------------------------------ | ----------------------------------------- | --------------------------- |
|             | Entre Frederikshavn et Padborg | Aalborg, Randers, Aarhus, Kolding, Åbenrå | à Aalborg à Kolding         |

### Allemagne
En Allemagne, la route E45 se confond avec :
| (Auto)route | Tracé                            | Villes traversées                                       | Routes européennes croisées                            |
| ----------- | -------------------------------- | ------------------------------------------------------- | ------------------------------------------------------ |
|             | Entre Flensbourg et Wurtzbourg   | Hambourg, Hanovre, Hildesheim, Göttingen, Cassel, Fulda | à Hambourg à Hanovre à Cassel à Kirchheim à Wurtzbourg |
|             | Entre Wurtzbourg et Nuremberg    | Erlangen                                                | à Nuremberg                                            |
|             | Entre Nuremberg et Munich        | Ingolstadt                                              | à Nuremberg à Munich                                   |
|             | Entre Munich et Rosenheim        |                                                         |                                                        |
|             | Entre Rosenheim et Kiefersfelden |                                                         | en commun                                              |

### Autriche
En Autriche, la route E45 se confond avec :
| (Auto)route | Tracé                                | Villes traversées | Routes européennes croisées   |
| ----------- | ------------------------------------ | ----------------- | ----------------------------- |
|             | Entre Kufstein et Innsbruck          | Wörgl             | en commun à Wörgl à Innsbruck |
|             | Entre Innsbruck et le Col du Brenner |                   |                               |

### Italie
En Italie, la route E45 se confond avec :
| (Auto)route | Tracé                               | Villes traversées       | Routes européennes croisées                              |
| ----------- | ----------------------------------- | ----------------------- | -------------------------------------------------------- |
|             | Entre le Col du Brenner et Modène   | Bolzano, Trente, Vérone | à Fortezza à Vérone                                      |
|             | Entre Modène et Bologne             |                         | en commun                                                |
|             | Entre Bologne et Cesena             | Forli                   | à Cesena                                                 |
|             | Entre Cesena et Terni               | Sansepolcro, Pérouse    | à Sansepolcro                                            |
|             | Entre Terni et Orte                 |                         |                                                          |
|             | Entre Orte et Naples                |                         | jusqu'à Fiano Romano près de Rome à San Cesareo à Naples |
|             | Entre Naples et Salerne             | Pompéi                  | à Salerne                                                |
|             | Entre Salerne et Villa San Giovanni | Cosenza                 | à San Licardo                                            |
|             | Entre Messine et Ispica             | Catane, Syracuse        | à Messine à Catane                                       |
|             | Entre Ispica et Gela                | Catane, Syracuse        | à Gela                                                   |